# Wojna domowa w Finlandii
Wojna domowa w Finlandii (fiń. Suomen sisällissota) – wewnętrzny konflikt zbrojny w dopiero co powstałym Królestwie Finlandii w pierwszej połowie 1918 roku pomiędzy siłami Czerwonych (punaiset), wspieranych przez radziecką Rosję a siłami Białych (valkoiset), wspieranych przez Niemcy.

## Geneza
Głównym czynnikiem, który wpłynął na wybuch wojny domowej, była I wojna światowa. To pod jej wpływem Imperium Rosyjskie przeszło kryzys, który poskutkował rewolucją lutową, a następnie październikową roku 1917. Kryzys spowodował wybuch walk o władzę w dużej części Europy Wschodniej, w tym w Wielkim Księstwie Finlandii. Finlandia była o tyle ważnym elementem dotychczasowego Imperium, o ile dostarczała surowce, produkty przemysłowe, żywność i siłę roboczą dla ciągle rozrastającej się stolicy Rosji, Piotrogrodu (Sankt Petersburg).
Kraj jeszcze przed 1918 rokiem stał się miejscem ścierania się wpływów Cesarstwa Niemieckiego i Rosjan. Niemcy, dążąc do destabilizacji Imperium Rosyjskiego, wspierali finansowo ruchy rewolucyjne dążące do likwidacji samodzierżawia (w tym Partię Socjalistów-Rewolucjonistów i bolszewików), ale również ugrupowania separatystyczne, co w przypadku Finlandii ograniczyło się do ugrupowań głoszących hasła proniemieckie i pangermańskie (odnoszące się do szwedzkojęzycznej mniejszości w Finlandii). Niemcy w łatwy sposób mogli wpływać na sytuację wewnętrzną Finlandii, wykorzystując do tego konflikt fińsko-rosyjski, który narodził się u progu XX wieku. Konflikt wywołała rusyfikacja, która spotkała szczególny opór ze strony fińskich Szwedów (do dzisiaj są dość liczną mniejszością narodową w Finlandii), którzy skupieni w grupach anarchistycznych utworzyli antyrosyjski ruch oporu. Niemcy w trakcie wojny przeszkolili i wykorzystali w antyrosyjskich działaniach bojowych grono ochotników pochodzenia fińskiego i szwedzkiego. Z ochotników fińskich Niemcy sformowali 27 Królewski Pruski Batalion Jegrów. Niemcy nawiązali też potajemnie kontakt ze szwedzką grupą nacjonalistyczną Svecoman.

### Wzrost napięcia politycznego
Główną przyczyną wzrostu napięcia politycznego pośród Finów była autokratyczna struktura rządów imperatorskich oraz pogłębiający się kryzys na wsi. Znaczna była różnica kulturowa między Finami a słowiańskimi Rosjanami. Duży wpływ na kształtowanie się fińskiej tożsamości narodowej miały nowe ideologie, szczególnie socjalizm, socjalliberalizm i nacjonalizm. Dużym poparciem cieszyła się czerpiąca zarówno z socjalizmu jak i fińskich tradycji narodowych oraz religijnych, Socjaldemokratyczna Partia Finlandii. Partia zrzeszała coraz liczniejszą klasę robotniczą i stawiała opór względem postępującej rusyfikacji kraju. Kręgi robotnicze stały się szczególnie silne po wojnie rosyjsko-japońskiej i rewolucji 1905 roku – wydarzenia te umożliwiły organizację strajku generalnego. Strajk zmusił władze carskie do ustępstw wobec Finów, a partię socjaldemokratyczną uczynił najpotężniejszym (względem odsetku populacji) ruchem socjalistycznym na świecie. Największe grono zwolenników socjalistów stanowili pracownicy przemysłowi i rolni.
Reformy, które nastąpiły po strajku, były krokiem w stronę liberalizacji politycznej i społecznej Wielkiego Księstwa Finlandii - utworzono jednoizbowy parlament, a obywatele (w tym kobiety) zyskali prawa wyborcze. W wyborach do fińskiego parlamentu socjaldemokraci uzyskali aż 50% miejsc. Odwilż nie trwała jednak długo. Gdy car opanował sytuację rewolucyjną na większości obszarów Imperium, wznowił proces rusyfikacyjny Finów, ponadto rozwiązał parlament i zarządził nowe wybory.

### Rewolucja lutowa
Proces rusyfikacji został zatrzymany poprzez abdykację cesarza Mikołaja II w następstwie rewolucji lutowej. Bezpośrednim powodem upadku samowładztwa był kryzys spowodowany porażkami wojennymi w wojnie z Niemcami i zmęczeniem wojną mieszkańców kraju. W miejsce władcy władzę objął parlament, Duma i Rząd Tymczasowy Rosji zdominowany przez prawicę. Legalność nowego rządu została zakwestionowana przez Piotrogrodzką Radę Delegatów Robotniczych i Żołnierskich, co z kolei zapoczątkowało okres dwuwładzy. Rząd Tymczasowy przywrócił Finom autonomię. Scena polityczna Finlandii była wówczas mocno podzielona. Lewica składała się głównie z partii socjaldemokratycznej, do której należeli zarówno reformiści i rewolucyjni socjaliści. Prawica była jeszcze bardziej zróżnicowana, dzieliła się na liberałów (ci z kolei dzielili się na liberałów gospodarczych i socjalliberałów) i konserwatystów. Szwedzi reprezentowani byli głównie przez konserwatywną Szwedzką Partię Ludową broniącą praw dawnej szlachty. Istniała też agrarystyczna Partia Centrum. Bolszewizm wśród Finów był stosunkowo mało popularny i był popierany głównie pośród robotników, szczególnie tych na emigracji zarobkowej w Piotrogrodzie.
W nowym parlamencie i senacie absolutną większość zdobyła partia socjaldemokratów, która władzą podzieliła się z prawicą i centrum. Dużymi wpływami cieszyły się też radykalne grupy robotnicze, które tworząc rady robotników i żołnierzy podważały autorytet parlamentu. Środowiska te wykorzystały chaos porewolucyjny do walki o poprawienie bytu robotników, organizując szeroko zakrojoną serię demonstracji i strajków, żądając ośmiogodzinnego dnia pracy. Rząd nie przyjął postulatów strajkujących, a jego funkcjonowanie zostało poważnie utrudnione przez wstrzymanie importu zboża z rozpadającej się Rosji. Obawiając się klęski głodu senat wprowadził racjonowanie i kontrolę cen żywności. Kryzys żywnościowy wywołał kolejne protesty mieszkańców.

#### Bitwa o przywództwo
W lipcu 1917 roku jeden z liderów socjaldemokratycznych, Oskari Tokoi uchwalił w Senacie ustawę o władzy, która rozpoczęła walkę o władzę między socjaldemokracją a konserwatystami którzy nie mogli się pogodzić z tak dużą przewagą lewicy w parlamencie i senacie. Ustawa zwiększyła władzę parlamentu, w którym zdecydowaną większość stanowiła lewica oraz zmniejszyła wpływ Rosji na krajowe sprawy autonomii fińskiej. Socjaldemokraci zdecydowali, że Tymczasowy Rząd Rosji będzie określać tylko zagraniczną i wojskową politykę Finlandii. Ustawę socjaldemokratów poparli agraryści, niektórzy działacze prawicy i inni niesocjaliści żądający fińskiej suwerenności. Ustawie sprzeciwili się tylko konserwatyści i niektórzy przedstawiciele bardziej prawicowych grup. Konserwatyści zbojkotowali następnie działania parlamentu i zrzekli się swoich mandatów.

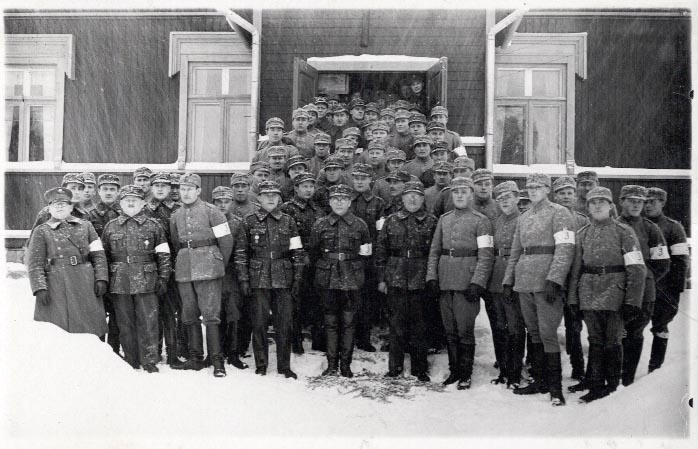
Biała Gwardia, 1918 rok

Działania fińskich socjaldemokratów znalazły poparcie Lenina i bolszewików, którzy spiskowali przeciwko Rządowi Tymczasowemu. Lenin po kryzysie czerwcowym schronił się nawet na terenie Finlandii. Rząd Tymczasowy Rosji odrzucił ustawę o władzy i zwiększył obecność wojskową na terenie autonomii. Rosjanie we współpracy z fińskimi konserwatystami ogłosili nowe wybory i rozwiązali zdominowany przez lewicę parlament. W wyborach, które odbyły się w październiku tego samego roku, socjaldemokraci stracili absolutną większość. Doprowadziło to do radykalizacji ruchu robotniczego i niechęci socjalistów do nowego parlamentu.
Wraz z narastaniem sporu między socjaldemokratami a konserwatystami powstały dwa zwalczające się ugrupowania paramilitarne. Biała Gwardia została zorganizowana przez konserwatywnych przemysłowców i właścicieli ziemskich, broń zapewnili im Niemcy. Czerwona Gwardia z kolei skupiła działaczy związków zawodowych i partii robotniczych, broń zapewnili im bolszewiccy Rosjanie.

### Rewolucja październikowa

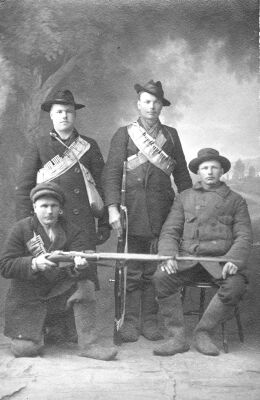
Żołnierze piechoty Czerwonej Gwardii

Rewolucja październikowa zorganizowana przez towarzysza Lenina doprowadziła do przejęcia władzy w Rosji przez bolszewików. Nowy rząd Rosji zawarł z Niemcami pokój, kończąc tym samym udział kraju w I wojnie światowej (traktat brzeski). W wyniku rewolucji październikowej fiński parlament upadł, a porewolucyjny parlament zdominowany przez ruch robotniczy niemal natychmiast wprowadził ustawę o ośmiogodzinnym czasie pracy i powszechnym prawie wyborczym w wyborach samorządowych. W opozycji do lewicy 27 listopada konserwatyści powołali swój gabinet, na czele którego jako premier stanął Pehr Evind Svinhufvud. Rząd zdobył poparcie Niemców i zaczął organizować siły Białej Gwardii. Niemcy sprzedali białogwardzistom 70 tysięcy sztuk karabinów i artylerii oraz zorganizowali przerzut fińskich ochotników walczących dotychczas z Rosjanami na teren kraju.
Utworzenie rządu podzieliło partię socjaldemokratyczną. Reformowani socjaliści zdecydowali się na działalność parlamentarną, radykalni z kolei domagali się rewolucji socjalistycznej. Wpływ na sytuację w Finlandii mieli również radykalni robotnicy fińscy pracujący w Piotrogrodzie, podatni na agitację bolszewicką. Wzrost wpływów skrajnej lewicy łączył się z dużym wzrostem liczebnym członków Gwardii Czerwonej. Gwardia Czerwona była w dużej mierze grupami rewolucyjnymi działającymi w podziemiu, szczególnie na terenach ośrodków przemysłowych i dużych miast. Proces organizacyjny był o tyle łatwiejszy, że rewolucyjna organizacja o tej samej nazwie i podobnej strukturze istniała w Finlandii w okresie rewolucji 1905-1906.
Obecność w Finlandii dwóch przeciwstawnych sobie sił zbrojnych wprowadziła na terenie kraju stan dwuwładzy i stanowiła preludium do wybuchu wojny domowej. Jeszcze w tym samym roku doszło do pierwszych starć między biało- i czerwonogwardzistami.

### Niepodległość Finlandii
Rozpad Imperium Rosyjskiego i upadek Rządu Tymczasowego umożliwiły Finlandii uzyskanie niepodległości. Konserwatywny rząd w obliczu przejęcia władzy przez bolszewików w Rosji, w dniu 6 grudnia 1917 roku ogłosił deklarację niepodległości kraju. W senacie przeciwko jej przyjęciu głosowali socjaldemokraci, którzy zaprezentowali alternatywną wersję deklaracji niepodległości. O ile oba ugrupowania zgadzały się co do celu uzyskania niepodległości, to ich wizje niepodległej Finlandii różniły się. Zarówno konserwatyści jak i socjaldemokraci wysłali swoje delegacje do przywódcy Rosji, Włodzimierza Lenina z prośbą o uznanie przez niego niepodległości kraju. Ostatecznie Lenin uznał niepodległość kraju, co ogłosił delegacji prawicy Svinhufvuda.
Rząd Finlandii uznały m.in. Austro-Węgry i Niemcy, z kolei Wielka Brytania, Francja i Stany Zjednoczone Ameryki nie zgodziły się na uznanie niepodległości widząc to, że rząd prawicy znajduje się w niemieckiej strefie wpływów.

## Przebieg wojny

### Rozpoczęcie konfliktu
Do ostatecznej eskalacji wojny doszło na początku stycznia 1918 roku. Linia frontu przecięła Finlandię ze wschodu na zachód na dwie części. Południową część kraju, z centrami przemysłowymi oraz dużymi farmami rolniczymi i posiadłościami ziemskimi, kontrolowali Czerwoni, zaś Północ, o wiele mniej uprzemysłowioną, z przewagą średnich i małych farm rolniczych, Biali. Na obydwu terytoriach istniały jednak enklawy, na których przewagę miała druga strona – na północy Finlandii były to przemysłowe miasta Varkaus, Kuopio, Oulu, Raahe, Kemi i Tornio, zaś na południu miejscowości Porvoo, Kirkkonummi i Uusikaupunki.
Czerwona część Finlandii została nazwana Fińską Socjalistyczną Republiką Robotniczą. Rządziła nią Rada Ludowa z siedzibą w Helsinkach, na czele której stanął Kullervo Manner. Socjalistyczna Republika Robotnicza nie zawarła sojuszu z Rosją Radziecką, a jedynie korzystała z jej pomocy militarnej w walce z Białymi. Konstytucja FSRR wzorowana była na konstytucjach USA i Szwajcarii, wprowadzała system wielopartyjny i zapowiedziała socjalizację gospodarki. Ideologicznymi korzeniami ustroju państwa był socjalizm demokratyczny. Kierownictwo Czerwonych pozostawało dalekie od ustroju typowego dla dyktatury proletariatu w leninowskim stylu, a jej ideolodzy byli do poglądów Lenina nastawieni negatywnie.
15 stycznia były generał armii rosyjskiej, Carl Gustaf Mannerheim, został mianowany głównodowodzącym Białej Gwardii. 25 stycznia Senat przekształcił Gwardię w Armię Fińską. Głównodowodzącym czerwonoarmistami został Ali Aaltonen. Biali byli podzieleni co do wizji przyszłej Finlandii, część z nich opowiadała się za monarchią, a część za republiką (zwyciężyła druga opcja). Obydwie frakcje w ruchu Białych pozostawały zgodne co do zmniejszenia roli parlamentaryzmu.
W propagandzie zarówno Czerwoni i Biali uważali się za jedyną ze stron dążącą do demokracji i wyzwolenia narodu.

### Liczebność armii

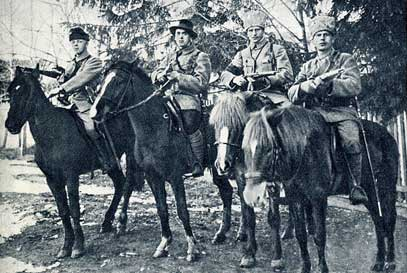
Czerwoni oficerowie

Gwardia Czerwona i Biała liczyły po 80-90 tysięcy żołnierzy. Czerwona Gwardia składała się głównie z ochotników, podczas gdy Biała głównie z poborowych (wolontariuszy było od 11 do 15 tysięcy). Czerwoni zyskali wsparcie od 7 do 10 tysięcy zrewolucjonizowanych Rosjan będących dawnymi żołnierzami armii Imperium stacjonującymi na obszarze Finlandii. Białych Finów – oprócz Niemców – podczas wojny wsparł też Legion Polski w Finlandii, składający się z ponad 1,7 tys. Polaków z armii carskiej pod dowództwem rtm. Stanisława Bogusławskiego. Szwedzcy ochotnicy skupieni byli w Brygadzie Szwedzkiej, liczącej około 550 żołnierzy.

### Ofensywa Czerwonych i interwencja Niemiec
28 stycznia rozpoczęła się ofensywa Czerwonych, trwająca do połowy marca. Po jej załamaniu Biali podjęli 16 marca przeciwnatarcie w celu zdobycia silnego ośrodka przemysłowego Tampere. Walki o miasto, najkrwawsze podczas całej wojny domowej, trwały do 6 kwietnia, kończąc się całkowitym zwycięstwem Białej Gwardii. Jej straty wyniosły 700-900 zabitych i rannych, w tym 50 jegrów, podczas gdy Czerwonych 1-1,5 tys. zabitych i rannych, ale aż 11-12 tys. wziętych do niewoli. Od tej pory rozpoczął się odwrót sił Czerwonej Gwardii. 29 kwietnia Biali zdobyli Viipuri. Kolejnych 500-800 Czerwonych zostało zabitych i rannych, a 12-15 tys. poszło do niewoli.
Szalę zwycięstwa przesunęła na korzyść Białych interwencja Cesarstwa Niemieckiego zapoczątkowana w marcu 1918 roku. Białych wsparło 14 tysięcy niemieckich żołnierzy, wraz z nimi do Finlandii przybyli fińscy ochotnicy (należy odnotować, że pewna część z nich zdezerterowała i przeszła na stronę Czerwonych). 5 marca oddziały niemieckie z okrętów wylądowały na Wyspach Alandzkich. 3 kwietnia na Półwyspie Hanko została wysadzona 10-tysięczna Dywizja Morza Bałtyckiego gen. Rüdigera von der Goltza, zaś 7 kwietnia 3-tysięczny oddział Brandenstein płk. Otto von Brandensteina pod miastem Loviisa na południowo-wschodnim wybrzeżu Finlandii. Obie formacje uderzyły w kierunku Helsinek, zajmując je 13 kwietnia przy wsparciu niemieckiej floty wojennej. 8 kwietnia Rada Ludowa Czerwonych zbiegła do Viipuri, zaś ostatecznie przeniosła się 25 kwietnia do Piotrogradu. Tymczasem Oddział Brandenstein, rozbudowany do wielkości brygady, 19 kwietnia zaatakował Lahti, przecinając połączenia między wojskami Czerwonej Gwardii na wschodzie i zachodzie kraju. Natomiast Dywizja Morza Bałtyckiego uderzyła na północ, zajmując 21-22 kwietnia Hyvinkää i Riihimäki, zaś 26 kwietnia Hämeenlinna.

### Zakończenie wojny
2 maja Lahti zostało zdobyte przez Białych. Wielu Czerwonych z kobietami i dziećmi próbowało za wszelką cenę przekroczyć granicę fińsko-rosyjską. Czerwona Gwardia trzymała się jeszcze silnie na obszarze pomiędzy miejscowościami Kouvola i Kotka. Atak Białych doprowadził do ich kapitulacji 5 maja. Wojna zakończyła się 15 maja, kiedy oddziały Białej Gwardii zdobyły Ino na Przesmyku Karelskim, byłą rosyjską bazę artylerii nadbrzeżnej. 16 maja na ulicach Helsinek, do których powrócił fiński Senat, doszło do uroczystej parady zwycięstwa. Łączne straty w fińskiej wojnie domowej wyniosły po stronie Czerwonych ok. 27 tys. ludzi, zaś po stronie Białych ok. 5,1 tys.
Po ogłoszeniu rozejmu przez Niemcy 11 listopada, w wyniku czego zostały wstrzymane działania wojenne na froncie zachodnim I wojny światowej, wojska niemieckie 16 grudnia wycofały się z Helsinek. Był to ostatni akord związany z fińską wojną domową. Finlandia została stopniowo zunifikowana przez umiarkowane siły polityczne wywodzące się od lewej do prawej strony sceny politycznej.

## Powojenny terror
Biali po zwycięstwie nad Czerwonymi rozpętali falę białego terroru wymierzonego w Czerwonych. Biali i wojska niemieckie osadziły 80 tysięcy osób (w tym 5 tysięcy kobiet, 1500 dzieci i 8000 Rosjan) w obozach. Część osób opuściła je później, duża część zmarła jednak w trakcie pobytu w nich lub została stracona. Do wysokiej śmiertelności w obozach przyczynił się niedobór żywności oraz kary, jakim byli poddawani osadzeni. Późniejsze badania wykazały, że w wyniku białego terroru zostało osadzonych w obozach wiele osób niezwiązanych z Czerwonymi. Ostatni więźniowie opuścili obozy w 1927 roku. Byli więźniowie, którzy przeżyli (11 600 osób), otrzymali w 1973 roku odszkodowania za lata niewoli. Propaganda aż do lat 50. przedstawiała przebieg wojny sympatyzując ze stroną Białych. Biały terror przyniósł odwrotny skutek do zamierzonego i spowodował długotrwałe i stosunkowo wysokie poparcie idei lewicowych (w tym komunizmu) przez większą część Finów.